# Asijská hokejová liga
Asijská hokejová liga je profesionální liga ledního hokeje ve východní Asii, které se účastní týmy z Japonska a Jižní Koreje. a dříve i Číny a Ruska. Tato liga vznikla poté, co se Japonská hokejová liga v roce 2003 rozšířila i do okolních zemí.

## Historie

### Počátek ligy
V první sezóně 2003/04, na kterou byl omezený čas na přípravu, byly odehrány pouhé dva měsíce (od poloviny listopadu 2003 do poloviny ledna 2004). V této sezóně nebylo odehráno žádné play-off. První sezóny se zúčastnilo pět týmů, z nichž pouze jediný (Anyang Halla) nesídlil v Japonsku. Turnaj se hrál formou každý s každým čtyři zápasy (2 doma a 2 venku).

### Rozšiřování
V roce 2004 se liga rozšířila o další tři týmy (1 z Ruska a dva z Číny). Tím se zvýšil počet odehraných zápasů na tým - 6 zápasů (3 doma a 3 venku). Tým Golden Amur však v soutěži vydržel jen rok. Do ligy však zároveň vstoupily týmy Nordic Vikings a Kangwon Land. Počet účastníků tak stoupl na devět. Poté několik let kolísal mezi sedmi a osmi a v roce 2014 dosáhl opět devět.

## Týmy
V soutěži od roku 2003 startovalo 16 týmů ze 4 zemí. Všech ročníků (2003 až 2023) se zúčastnily 4 týmy Nippon Paper Cranes, Ódži Eagles, Anyang Halla, HC Nikko Ice Bucks. Od druhého ročníku hráli tři ročníky týmy Changchun Fuao a Hosa, které se následně sloučily do klubu China Sharks a ten se přejmenoval na China Dragons a stal se pravidelným účastníkem soutěže. Od třetího ročníku je pravidelným účastníkem High1, který hrál v letech 2005 až 2007 pod jménem Kangwon Land. Klub Seibu Prince Rabbits, který v soutěži startoval od jejího založení v roce 2009 zanikl a byl nahrazen klubem Tohoku Free Blades. Pouze v jednom ročníku startovali týmy Golden Amur (2005) a Nordic Vikings (2006). V roce 2013 soutěž doplnil tým Daemyung Sangmu a v roce 2014 ruský tým Sachalin Sea Lions pod názvem HK Sachalin. V roce 2016 Daemyung Sangmu skončil a vystřídal ho jiný korejský tým Daemyung Killer Whales který skončil 2020. V roce 2022 začal hrát japonský tým Jokohama Grits.
| Tým                  | Město     | Stát        | Aréna                          | Kapacita |
| -------------------- | --------- | ----------- | ------------------------------ | -------- |
| Red Eagles Hokkaido  | Tomakomai | Japonsko    | Hakucho Arena Tomakomai        | 4 015    |
| HC Nikko Ice Bucks   | Nikkó     | Japonsko    | Kirifuri Ice Arena             | 2 000    |
| East Hokkaido Cranes | Kuširo    | Japonsko    | Kushiro Ice Arena              | 3 000    |
| Tohoku Free Blades   | Hačinohe  | Japonsko    | Plochá aréna Hachinohe         | 3 500    |
| Jokohama Grits       | Jokohama  | Japonsko    | Skate centrum Shin Yokohama    |          |
| HL Anyang            | Anjang    | Jižní Korea | Sportovní komplex Anyang Arena | 3 500    |

| Tým                                                       | Město                 | Stát        | Sezóny      |
| --------------------------------------------------------- | --------------------- | ----------- | ----------- |
| Kokudo Ice Hockey Club/Seibu Prince Rabbits (2006 - 2009) | Tokio                 | Japonsko    | 2003 - 2009 |
| Golden Amur                                               | Chabarovsk            | Rusko       | 2004/2005   |
| Kangwon Land/High1 (2007 - 2019)                          | Čchunčchon            | Jižní Korea | 2005 - 2019 |
| Nordic Vikings                                            | Peking                | Čína        | 2005/2006   |
| Charbin/Hosa (2006/2007)                                  | Charbin, Peking       | Čína        | 2006 - 2007 |
| Cicikar/Changchun Fuao (2006/2007)                        | Cicikar, Čchang-čchun | Čína        | 2004 - 2007 |
| China Sharks/China Dragons (2009 - 2017)                  | Šanghaj               | Čína        | 2007 - 2017 |
| Daemyung Sangmu                                           | Soul                  | Jižní Korea | 2013 - 2016 |
| HK Sachalin                                               | Jižní Sachalin        | Rusko       | 2014 - 2020 |
| Daemyung Killer Whales                                    | Inčchon               | Jižní Korea | 2016 - 2020 |

## Ročníky
| Ročník    | Vítěz                            | Druhý                            | Semifinalisti                     | Semifinalisti                     | Vítěz základní části   |
| 2003/2004 | Nippon Paper Cranes              | Kokudo Ice Hockey Club           | Anyang Halla                      | Ódži Eagles                       | Nippon Paper Cranes    |
| 2004/2005 | Kokudo Ice Hockey Club           | Nippon Paper Cranes              | Ódži Eagles, Golden Amur          | Ódži Eagles, Golden Amur          | Nippon Paper Cranes    |
| 2005/2006 | Seibu Prince Rabbits             | Nippon Paper Cranes              | Ódži Eagles, Anyang Halla         | Ódži Eagles, Anyang Halla         | Nippon Paper Cranes    |
| 2006/2007 | Nippon Paper Cranes              | Seibu Prince Rabbits             | HC Nikko Ice Bucks, Kangwon Land  | HC Nikko Ice Bucks, Kangwon Land  | Nippon Paper Cranes    |
| 2007/2008 | Ódži Eagles                      | Nippon Paper Cranes              | Seibu Prince Rabbits, High1       | Seibu Prince Rabbits, High1       | Seibu Prince Rabbits   |
| 2008/2009 | Nippon Paper Cranes              | Seibu Prince Rabbits             | Ódži Eagles, Anyang Halla         | Ódži Eagles, Anyang Halla         | Anyang Halla           |
| 2009/2010 | Anyang Halla                     | Nippon Paper Cranes              | Ódži Eagles, High1                | Ódži Eagles, High1                | Anyang Halla           |
| 2010/2011 | Anyang Halla, Tohoku Free Blades | Anyang Halla, Tohoku Free Blades | Nippon Paper Cranes, Ódži Eagles  | Nippon Paper Cranes, Ódži Eagles  | Ódži Eagles            |
| 2011/2012 | Ódži Eagles                      | HC Nikko Ice Bucks               | Nippon Paper Cranes, Anyang Halla | Nippon Paper Cranes, Anyang Halla | Ódži Eagles            |
| 2012/2013 | Tohoku Free Blades               | Ódži Eagles                      | Nippon Paper Cranes, Anyang Halla | Nippon Paper Cranes, Anyang Halla | Ódži Eagles            |
| 2013/2014 | Nippon Paper Cranes              | Ódži Eagles                      | High1, Daemyung Sangmu            | High1, Daemyung Sangmu            | Ódži Eagles            |
| 2014/2015 | Tohoku Free Blades               | Anyang Halla                     | HK Sachalin, High1                | HK Sachalin, High1                | Anyang Halla           |
| 2015/2016 | Anyang Halla                     | HK Sachalin                      | Nippon Paper Cranes               | Tohoku Free Blades                | Anyang Halla           |
| 2016/2017 | Anyang Halla                     | HK Sachalin                      | Tohoku Free Blades                | HC Nikko Ice Bucks                | Anyang Halla           |
| 2017/2018 | Anyang Halla                     | Ódži Eagles                      | HK Sachalin                       | Tohoku Free Blades                | HK Sachalin            |
| 2018/2019 | HK Sachalin                      | Nippon Paper Cranes              | Daemyung Killer Whales            | Anyang Halla                      | Daemyung Killer Whales |
| 2019/2020 | HK Sachalin, Anyang Halla        | HK Sachalin, Anyang Halla        | Ódži Eagles                       | Daemyung Killer Whales            | HK Sachalin            |